# (91213) Botchan
(91213) Botchan est un astéroïde de la ceinture principale.

## Description
(91213) Botchan est un astéroïde de la ceinture principale. Il fut découvert le 22 décembre 1998 à Kuma Kogen par Akimasa Nakamura. Il présente une orbite caractérisée par un demi-grand axe de 2,18 UA, une excentricité de 0,17 et une inclinaison de 4,5° par rapport à l'écliptique.

## Compléments